# Josep Gelabert (mestre picapedrer)
Josep Gelabert, també escrit com a Joseph Gelabert (Mallorca, 27 de desembre de 1621 - 24 de febrer de 1668) va ser un mestre picapedrer i escriptor mallorquí.
Es va iniciar en l'ofici de mestre picapedrer de la mà del seu pare, també mestre d'obra. L'any 1644 va obtenir la mestria, i el 1651 va començar a escriure el que fou el primer tractat arquitectònic mallorquí que va finalitzar-lo a Palma l'any 1653, amb 33 anys, al seu domicili del carrer Sant Pere. Vertaderes traces de l'art de picapedrer era un tractat d'estereotomia de la pedra, és a dir, sobre les tècniques de talla i col·locació d'elements arquitectònics compostos: arcs, voltes, petxines, cúpules, escales... El tractat, concebut en termes pedagògics, va precedit per un pròleg, seguit d'un índex on es conté una relació de la normativa jurídica promulgada pel rei Jaume I a la ciutat de Barcelona relativa a les servituds per raons de veïnatge i edificació. Al llibre de defuncions de l'Església de Santa Creu de Palma està registrat el seu òbit amb 45 anys. La mort fou a conseqüència d'una caiguda des d'un bastiment al carrer de Sant Feliu. Fou sepultat a la capella de Nostra Senyora de la mateixa església.